# Fimbristylis lawiana
Fimbristylis lawiana là loài thực vật có hoa trong họ Cói. Loài này được (Boeckeler) J.Kern mô tả khoa học đầu tiên năm 1956.